# Pasadena (série télévisée)
Pour les articles homonymes, voir Pasadena (homonymie).
Pasadena est une série télévisée américaine en treize épisodes de 42 minutes créée par Mike White dont quatre épisodes ont été diffusés du 28 septembre au 2 novembre 2001 sur le réseau FOX et en simultané sur le réseau Global au Canada.
En France, la série a été diffusée à partir du 11 janvier 2004 sur Série Club, puis sur M6 et Téva ; et en Suisse sur TSR1, et en Belgique, dès le 27 juin 2010 sur Club RTL.

## Synopsis
Lily McAllister (Alison Lohman) est une jeune femme qui a assisté à un étrange suicide. Cela va la conduire à enquêter sur les secrets cachés par sa très riche famille de Californie, les Greeleys.

## Distribution

### Acteurs principaux
- Dana Delany (VF : Marine Jolivet) : Catherine McAllister
- Martin Donovan (VF : Guillaume Orsat) : Will McAllister
- Balthazar Getty (VF : Guillaume Lebon) : Nate Greeley
- Alison Lohman (VF : Valérie Siclay) : Lily McAllister
- Chris Marquette (VF : Hervé Grull) : Mason McAllister
- Nicole Paggi (VF : Noémie Orphelin) : Jennie Bradbury
- Alan Simpson (en) (VF : Maël Davan-Soulas) : Henry Bellow
- Mark Valley (VF : Constantin Pappas) : Robert Greeley
- Natasha Gregson Wagner (VF : Laurence Dourlens) : Beth Greeley

### Acteurs récurrents
- Derek Cecil (en) (VF : Yannick Debain) : Tom Bellow
- Barbara Babcock (VF : Marie-Martine) : Lillian Greeley
- Philip Baker Hall (VF : Michel Ruhl) : George Reese Greeley
- Austin Nichols (VF : Yoann Sover) : Charlie Darwell
- Nathan Fillion (VF : Éric Aubrahn) : Glenn Collins
- Bill Dow : M. Parkman
- Chelsea Hobbs : Meredith Weller

- Version française
Société de doublage : Studio SOFI[1]
Direction artistique : Michel Bedetti[1]

Source VF : Doublage Séries Database

## Équipe technique
La série a été créée par Mike White, qui s'est inspiré de son enfance à Pasadena, en Californie. L'actrice Diane Keaton fait partie des producteurs executifs du soap opera, tout comme Mark B. Perry, Dana Baratta, Robert W. Goodwin et Bill Robinson.

## Épisodes
1. Secret de famille (Pilot)
2. Le voile se lève (The Rat)
3. En quête de preuves (Henry's Secret)
4. Atmosphère hostile (Hostile)
5. Titre français inconnu (Puppy Love)
6. Les uns contre les autres (The Body)
7. Une question de confiance (The Bones)
8. Découvert macabre (Run Lily Run)
9. Quelqu'un à qui parler (Someone to Talk To)
10. La vérité en face (A River in Egypt)
11. Titre français inconnu (The Truth Hurts)
12. Règlement de comptes (A Lie Worth Fighting For)
13. Derrière les apparences (Don't It Always Seem to Go?)

## La suite de la série

### Un arrêt brutal
Le soap opera a été acclamé par la critique, bien qu'ignoré par le public lors de son lancement. On suppose que c'est parce que la série fut diffusée deux semaines après les attentats du 11 septembre 2001, aux États-Unis, et que le public américain n'était pas disposé à voir Pasadena, avec son atmosphère sombre et cynique. Par manque d'audience, programmée les vendredis soirs et absente de l'horaire durant deux semaines d'octobre pour des matchs de baseball, la série a donc été arrêté peu de temps après.

### Diffusion internationale
Seulement quatre épisodes de Pasadena ont été diffusés aux États-Unis en 2001, bien que treize ont été filmés, dont un dernier épisode qui semble résoudre le mystère de l'intrigue principale de la série. En 2003 et 2004, les treize épisodes ont été diffusés dans différents pays tels que la Roumanie (sur la télévision publique TVR2), la Bulgarie (sur BTV Channel), la Colombie, la Croatie, le Mexique, la Serbie, la Slovaquie, la Nouvelle-Zélande, la Finlande, le Danemark, l'Afrique du Sud (sur la chaîne payante M-Net) et la Chine.
Fin 2005, la série a été diffusée dans son intégralité pour la première fois aux États-Unis sur la chaîne câblée SOAPnet.